# La rossa e il nero
La rossa e il nero è un romanzo di Carmen Covito, pubblicato nel 2002, dalla casa editrice Arnoldo Mondadori Editore.

## Trama
La protagonista del romanzo è Cettina Schwarz, una napoletana svizzera reduce da un recente divorzio, che si ritrova a partecipare come fotografa ad una missione archeologica dell'Università di Parma a Tell Mabruk, in Siria. 
Qui, comincia per lei un'avventura straordinaria: il nuovo lavoro alla scoperta di una città del secondo millennio a.C. e la rinascita della passione sentimentale per il condirettore siriano degli scavi Ahmad lasceranno un segno profondo nella vita di Cettina, metaforizzato dalla tintura rossa che un'indigena le fa ai capelli durante i suoi primi giorni in Medio Oriente (da cui la rossa del titolo).
Il ritrovamento fortuito, nella camera da letto di una stanza d'albergo ad Aleppo, di una lettera di una viaggiatrice gay inglese dei primi del Novecento, porta inoltre a galla una storia misteriosa che si intreccia sul piano narrativo con le vicende di Cettina.

## Edizioni
- Carmen Covito, La rossa e il nero, Prima ed., Arnoldo Mondadori Editore, 2002,  p. 288, ISBN 88-04-50277-0.